# Siniša Malešević
Siniša Malešević, MRIA, MFA (Banja Luka, 5 de abril de 1969) é um professor de sociologia irlandês nascido na Iugoslávia, que leciona na University College Dublin, na Irlanda. Ele também é bolsista sênior e pesquisador associado do Conservatório Nacional de Artes e Ofícios (CNAM), em Paris, na França.

## Carreira
Os interesses de pesquisa de Malesevic incluem o estudo histórico-comparativo e teórico de etnicidade, estados-nação, nacionalismo, impérios, ideologia, guerra, violência e teoria sociológica. 
Anteriormente, ocupou cargos de pesquisa e ensino no Instituto de Relações Internacionais (Zagreb), no Centro UEE para o Estudo do Nacionalismo (Praga) — onde trabalhou com o falecido Ernest Gellner —, e na Universidade Nacional da Irlanda, Galway. Ele também foi professor visitante e bolsas de estudo na Université Libre de Bruxelles, no Instituto de Ciências Humanas de Viena, na London School of Economics, na Universidade de Uppsala e no Instituto Holandês para Estudos Avançados em Humanidades e Ciências Sociais em Amsterdã. Em março de 2010, foi eleito Fellow da Royal Academy of Ireland. Em dezembro de 2012, foi eleito Associate Fellow da Academia de Ciências e Artes da Bósnia e Herzegovina e em agosto de 2014 foi eleito membro da Academia Europaea.

## Publicações
É autor de dez e editor de oito livros, incluindo Ideology, Legitimacy and the New State (2002), The Sociology of Ethnicity (2004), Identity as Ideology (2006), The Sociology of War and Violence (2010), Nation-States and Nationalisms (2013), The Rise of Organized Brutality (2017), Grounded Nationalisms (2019) e Why Humans Fight (2022).
The Rise of Organized Brutality recebeu o prêmio de melhor livro de 2018 na área de Conflito Social Guerra e Paz, da American Sociological Association. Já Grounded Nationalisms foi finalista (menção honrosa) no Prêmio Stein Rokkan de Pesquisa Comparativa em Ciências Sociais de 2020. Malesevic também é autor de mais de 100 artigos de periódicos revisados por pares e capítulos de livros e deu mais de 140 palestras em todo o mundo. Seu trabalho foi traduzido para vários idiomas, incluindo albanês, árabe, chinês, croata, francês, indonésio, japonês, persa, português, sérvio, espanhol, turco e russo.